# Dolichol

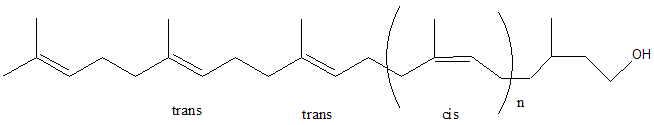
Dolichol

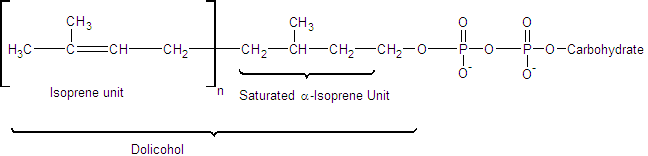
Dolichol (alternativní zápis vzorce)

Dolichol je označení pro jakoukoliv nenasycenou organickou sloučeninu, která se skládá z dlouhého řetězce isoprenových jednotek a je zakončena α-nasycenou isoprenoidní skupinou, jež obsahuje alkoholovou skupinu. Dolicholy jsou součástmi buněčných membrán mnohých organismů.

## Funkce
Dolicholy hrají zásadní roli v N-glykosylaci bílkovin. Slouží totiž jako membránová kotva, na níž se prefabrikuje oligosacharid „Glc3-Man9-GlcNAc2“. Tento oligosacharid je následně z dolicholu přesunut na asparagin v molekule cílové bílkoviny. Jedná se o jednu z posttranslačních modifikací bílkovin a probíhá v endoplazmatickém retikulu.
Dolichol tvoří dále významnou složku (14 % hmotnosti) neuromelaninu, což je lipidová složka neuronů v lidské substantia nigra v mozku. Může hrát určitou roli ve vzniku neurodegenerativních onemocnění (Parkinsonova choroba), nicméně zatím není známo ani to, jakou zde má dolichol funkci.

## Syntéza
Dolichol vzniká v HMG-CoA reduktázové dráze (též známé jako mevalonátová dráha). Nejprve Cis-prenyltransferáza katalyzuje kondenzaci farnesylpyrofosfátu s isopentenyldifosfátovými molekulami, výsledkem je polyprenyldifosfát. Odstraněním obou fosfátových skupin vzniká polyprenol – dehydrodolichol. V posledním kroku je α-izoprenoidní jednotka nasycena hypotetickou α-saturázou a vzniká dolichol.